# Chemaudin
Chemaudin est une ancienne commune française située dans le département du Doubs, en région Bourgogne-Franche-Comté.
Le 1er janvier 2017, elle fusionne avec Vaux-les-Prés pour former la commune nouvelle de Chemaudin et Vaux.

## Géographie

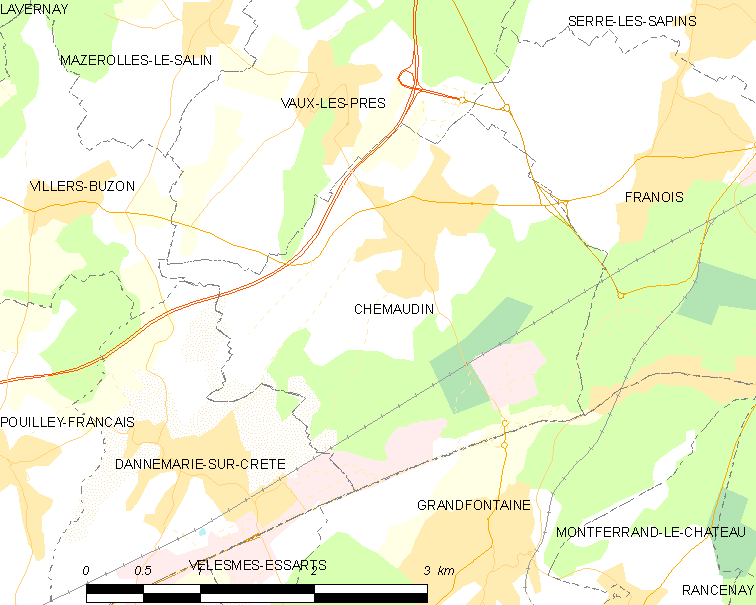
Situation de Chemaudin.

### Localisation
Chemaudin est à une dizaine de kilomètres au sud-ouest de Besançon.

### Transport
La commune est desservie par les lignes  57  58  du réseau de transport en commun Ginko.

## Toponymie
Chemadein au XIIe siècle ; Chemaden, Chemadein ou Chemadin au XIIIe siècle ; Chimadain ou Chamadaint au XIVe siècle ; Chemauldain au XVe siècle ; Chimaudain en 1664 ; Chemaudain au XVIIIe siècle.

## Population et société

### Démographie
L'évolution du nombre d'habitants est connue à travers les recensements de la population effectués dans la commune depuis 1793. À partir du 1er janvier 2009, les populations légales des communes sont publiées annuellement dans le cadre d'un recensement qui repose désormais sur une collecte d'information annuelle, concernant successivement tous les territoires communaux au cours d'une période de cinq ans. 
Pour les communes de moins de 10 000 habitants, une enquête de recensement portant sur toute la population est réalisée tous les cinq ans, les populations légales des années intermédiaires étant quant à elles estimées par interpolation ou extrapolation. Pour la commune, le premier recensement exhaustif entrant dans le cadre du nouveau dispositif a été réalisé en 2005,.
En 2014, la commune comptait 1 500 habitants, en évolution de +5,12 % par rapport à 2009 (Doubs : +2,04 %, France hors Mayotte : +2,49 %).
| 1793 | 1800 | 1806 | 1821 | 1831 | 1836 | 1841 | 1846 | 1851 |
| ---- | ---- | ---- | ---- | ---- | ---- | ---- | ---- | ---- |
| 434  | 418  | 476  | 518  | 543  | 507  | 545  | 551  | 511  |

| 1856 | 1861 | 1866 | 1872 | 1876 | 1881 | 1886 | 1891 | 1896 |
| ---- | ---- | ---- | ---- | ---- | ---- | ---- | ---- | ---- |
| 476  | 454  | 448  | 427  | 450  | 457  | 383  | 376  | 395  |

| 1901 | 1906 | 1911 | 1921 | 1926 | 1931 | 1936 | 1946 | 1954 |
| ---- | ---- | ---- | ---- | ---- | ---- | ---- | ---- | ---- |
| 381  | 368  | 330  | 345  | 330  | 317  | 329  | 340  | 388  |

| 1962 | 1968 | 1975 | 1982 | 1990 | 1999  | 2005  | 2010  | 2014  |
| ---- | ---- | ---- | ---- | ---- | ----- | ----- | ----- | ----- |
| 409  | 487  | 600  | 702  | 941  | 1 222 | 1 430 | 1 430 | 1 500 |

### Manifestations culturelles et festivités
- Marché de Noël (artisanat local, animation enfants) : le deuxième samedi de décembre, les années paires.
- Vide-grenier au village : le troisième dimanche de septembre, les années impaires.

## Culture locale et patrimoine

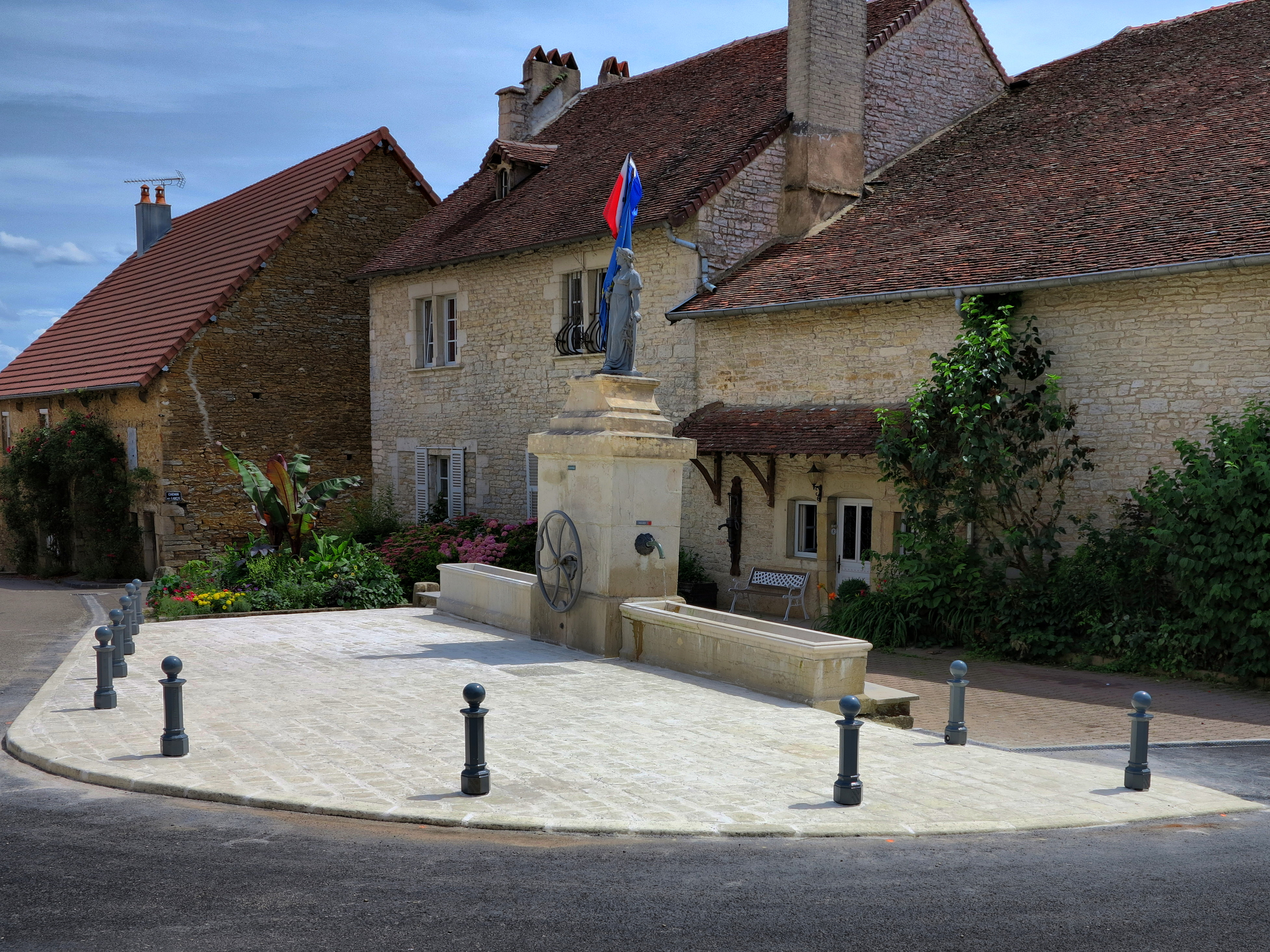
La fontaine de la République surmontée d’une Marianne.

### Lieux et monuments
- L'église Saint-Alban de Chemaudin, construite en 1737 dans un style classique mais de conception assez remarquable, est inscrite à l'inventaire des monuments historiques[9],[10].

Le clocher-porche, rare dans la région, est surmonté d'une croix et d'un coq fixé par un piédouche exceptionnel. Dès sa conception, la couverture du clocher a été réalisée en zinc ou en fer blanc. Le clocher a été restauré en 1995.
L'église abrite notamment un retable de 1750, dessiné par Nicolas Nicole ainsi que trois tableaux du peintre Guillot.
- La fontaine de la République surmontée d’une Marianne.